# Élections municipales de 2021 dans Nicolet-Yamaska
Pour un article plus général, voir Élections municipales de 2021 dans le Centre-du-Québec.
Cet article concerne les élections municipales de 2021 dans le Centre-du-Québec dans la municipalité régionale de comté de Nicolet-Yamaska.

## Aston-Jonction
|             | Élection (2017)                                                                              | Dissolution (2021)                                                                           | Élection (2021)                                                                                 |
| Maire       | Marc-André Gosselin                                                                          | Marc-André Gosselin                                                                          | Christine Gaudet                                                                                |
| Conseillers | Gaétane Trudel Benoit Lussier Jérôme Dionne Alexis Beaupré Eric De Courval François Therrien | Gaétane Trudel Benoit Lussier Jérôme Dionne Alexis Beaupré Eric De Courval François Therrien | Liliane St-Hilaire Benoit Lussier Line Pellerin François Page Aucune candidature René St-Pierre |

| Candidats pour la mairie | Vote            | %               |
| ------------------------ | --------------- | --------------- |
| Christine Gaudet         | Sans opposition | Sans opposition |

| Candidats conseiller #1 | Vote            | %               |
| ----------------------- | --------------- | --------------- |
| Liliane St-Hilaire      | Sans opposition | Sans opposition |

| Candidats conseiller #2  | Vote            | %               |
| ------------------------ | --------------- | --------------- |
| Benoit Lussier (Sortant) | Sans opposition | Sans opposition |

| Candidats conseiller #3 | Vote            | %               |
| ----------------------- | --------------- | --------------- |
| Line Pellerin           | Sans opposition | Sans opposition |

| Candidats conseiller #4 | Vote            | %               |
| ----------------------- | --------------- | --------------- |
| François Page           | Sans opposition | Sans opposition |

| Candidats conseiller #5 | Vote | % |
| ----------------------- | ---- | - |
| Aucune candidature      |      |   |

| Candidats conseiller #6 | Vote            | %               |
| ----------------------- | --------------- | --------------- |
| René St-Pierre          | Sans opposition | Sans opposition |

- Élection sans opposition de Saul Bergeron au poste de conseiller #5 le 28 novembre 2021[1].

| Candidats conseiller #5 | Vote            | %               |
| ----------------------- | --------------- | --------------- |
| Saul Bergeron           | Sans opposition | Sans opposition |

## Baie-du-Febvre
|             | Élection (2017)                                                                                  | Dissolution (2021)                                                                               | Élection (2021) |
| Maire       | Claude Lefebvre                                                                                  | Claude Lefebvre                                                                                  | Claude Lefebvre |
| Conseillers | Line Beaudoin Michel Benoit Marcelle Trottier Nicolas Dujardin François Gouin Geneviève Gauthier | Line Beaudoin Michel Benoit Marcelle Trottier Nicolas Dujardin François Gouin Geneviève Gauthier | Sylvain Pronovost Audrey-Claude Benoit Marcelle Trottier Nicolas Dujardin Colette Fréchette Beausoleil Geneviève Gauthier |

| Candidats pour la mairie  | Vote            | %               |
| ------------------------- | --------------- | --------------- |
| Claude Lefebvre (Sortant) | Sans opposition | Sans opposition |

| Candidats conseiller #1 | Vote            | %               |
| ----------------------- | --------------- | --------------- |
| Sylvain Pronovost       | Sans opposition | Sans opposition |

| Candidats conseiller #2 | Vote            | %               |
| ----------------------- | --------------- | --------------- |
| Audrey-Claude Benoit    | Sans opposition | Sans opposition |

| Candidats conseiller #3      | Vote            | %               |
| ---------------------------- | --------------- | --------------- |
| Marcelle Trottier (Sortante) | Sans opposition | Sans opposition |

| Candidats conseiller #4    | Vote            | %               |
| -------------------------- | --------------- | --------------- |
| Nicolas Dujardin (Sortant) | Sans opposition | Sans opposition |

| Candidats conseiller #5      | Vote            | %               |
| ---------------------------- | --------------- | --------------- |
| Colette Fréchette Beausoleil | Sans opposition | Sans opposition |

| Candidats conseiller #6       | Vote            | %               |
| ----------------------------- | --------------- | --------------- |
| Geneviève Gauthier (Sortante) | Sans opposition | Sans opposition |

## Grand-Saint-Esprit
|             | Élection (2017)                                                                                         | Dissolution (2021)                                                                             | Élection (2021)                                                                                       |
| Maire       | Julien Boudreault                                                                                       | Julien Boudreault                                                                              | Sylvain Laroche                                                                                       |
| Conseillers | François Saint-Germain Philippe Gras Pascal Desrochers Sylvain Laroche Richard Gingras Roxanne Bathalon | François Saint-Germain Philippe Gras Pascal Desrochers Sylvain Laroche Vacant Roxanne Bathalon | François Saint-Germain Philippe Gras Pascal Desrochers Etienne Bourgeois Valérie Petit Steve Peterson |

| Candidats pour la mairie                   | Vote            | %               |
| ------------------------------------------ | --------------- | --------------- |
| Sylvain Laroche (Sortant d'un autre poste) | Sans opposition | Sans opposition |

| Candidats conseiller #1       | Vote            | %               |
| ----------------------------- | --------------- | --------------- |
| François St-Germain (Sortant) | Sans opposition | Sans opposition |

| Candidats conseiller #2 | Vote            | %               |
| ----------------------- | --------------- | --------------- |
| Philippe Gras (Sortant) | Sans opposition | Sans opposition |

| Candidats conseiller #3     | Vote            | %               |
| --------------------------- | --------------- | --------------- |
| Pascal Desrochers (Sortant) | Sans opposition | Sans opposition |

| Candidats conseiller #4 | Vote            | %               |
| ----------------------- | --------------- | --------------- |
| Étienne Bourgeois       | Sans opposition | Sans opposition |

| Candidats conseiller #5 | Vote            | %               |
| ----------------------- | --------------- | --------------- |
| Valérie Petit           | Sans opposition | Sans opposition |

| Candidats conseiller #6 | Vote            | %               |
| ----------------------- | --------------- | --------------- |
| Steve Peterson          | Sans opposition | Sans opposition |

## La Visitation-de-Yamaska
|             | Élection (2017) | Dissolution (2021)                                                                                                 | Élection (2021) |
| Maire       | Sylvain Laplante                                                                                                   | Sylvain Laplante                                                                                                   | Alain Vouligny |
| Conseillers | Alain Vouligny Pierre Dionne Sylvain Jutras (Louis-Georges) Sylvain Jutras (Jude) Pierre Bourassa Réjean Maillette | Alain Vouligny Pierre Dionne Sylvain Jutras (Louis-Georges) Sylvain Jutras (Jude) Pierre Bourassa Réjean Maillette | Claudine Vouligny Caroline Sansfaçon Sylvain Jutras (Louis-Georges) Sylvain Jutras (Jude) Pierre Bourassa Michel Plourde |

| Candidats pour la mairie                  | Vote            | %               |
| ----------------------------------------- | --------------- | --------------- |
| Alain Vouligny (Sortant d'un autre poste) | Sans opposition | Sans opposition |

| Candidats conseiller #1 | Vote            | %               |
| ----------------------- | --------------- | --------------- |
| Claudine Vouligny       | Sans opposition | Sans opposition |

| Candidats conseiller #2 | Vote            | %               |
| ----------------------- | --------------- | --------------- |
| Caroline Sansfaçon      | Sans opposition | Sans opposition |

| Candidats conseiller #3                  | Vote            | %               |
| ---------------------------------------- | --------------- | --------------- |
| Sylvain Jutras (Louis-Georges) (Sortant) | Sans opposition | Sans opposition |

| Candidats conseiller #4         | Vote            | %               |
| ------------------------------- | --------------- | --------------- |
| Sylvain Jutras (Jude) (Sortant) | Sans opposition | Sans opposition |

| Candidats conseiller #5   | Vote            | %               |
| ------------------------- | --------------- | --------------- |
| Pierre Bourassa (Sortant) | Sans opposition | Sans opposition |

| Candidats conseiller #6 | Vote            | %               |
| ----------------------- | --------------- | --------------- |
| Michel Plourde          | Sans opposition | Sans opposition |

## Nicolet
|             | Élection (2017)                                                                       | Dissolution (2021)                                                                      | Élection (2021)                                                                        |
| Maire       | Geneviève Dubois                                                                      | Geneviève Dubois                                                                        | Geneviève Dubois                                                                       |
| Conseillers | France Trudel Carolyne Aubin Luc Labrecque Stéphane Biron Michel Paradis Denis Jutras | France Trudel Carolyne Aubin Chantal McMahon Stéphane Biron Michel Paradis Denis Jutras | France Trudel Carolyne Aubin Chantal McMahon Stéphane Biron Dominic Massé Denis Jutras |

| Candidats pour la mairie    | Vote            | %               |
| --------------------------- | --------------- | --------------- |
| Geneviève Dubois (Sortante) | Sans opposition | Sans opposition |

| Candidats conseiller #1  | Vote            | %               |
| ------------------------ | --------------- | --------------- |
| France Trudel (Sortante) | Sans opposition | Sans opposition |

| Candidats conseiller #2   | Vote            | %               |
| ------------------------- | --------------- | --------------- |
| Carolyne Aubin (Sortante) | Sans opposition | Sans opposition |

| Candidats conseiller #3    | Vote            | %               |
| -------------------------- | --------------- | --------------- |
| Chantal McMahon (Sortante) | Sans opposition | Sans opposition |

| Candidats conseiller #4  | Vote            | %               |
| ------------------------ | --------------- | --------------- |
| Stéphane Biron (Sortant) | Sans opposition | Sans opposition |

| Candidats conseiller #5 | Vote            | %               |
| ----------------------- | --------------- | --------------- |
| Dominic Massé           | Sans opposition | Sans opposition |

| Candidats conseiller #6 | Vote            | %               |
| ----------------------- | --------------- | --------------- |
| Denis Jutras (Sortant)  | Sans opposition | Sans opposition |

## Pierreville
|             | Élection (2017)                                                                                             | Dissolution (2021)                                                                                  | Élection (2021)                                                                                             |
| Maire       | Éric Descheneaux                                                                                            | Ginette Nadeau                                                                                      | André Descôteaux                                                                                            |
| Conseillers | Nathalie Traversy Jimmy Descôteaux Steeve Desmarais Ginette Nadeau Marie-Pier Guévin-Michaud Michel Bélisle | Nathalie Traversy Jimmy Descôteaux Steeve Desmarais Vacant Marie-Pier Guévin-Michaud Michel Bélisle | Nathalie Traversy Josée Bussières Steeve Desmarais Jean Précourt Marie-Pier Guévin-Michaud Jonathan Gamelin |

| Candidats pour la mairie  | Vote | %     |
| ------------------------- | ---- | ----- |
| André Descôteaux          | 536  | 50,33 |
| Ginette Nadeau (Sortante) | 398  | 37,37 |
| Damien Thumerel           | 131  | 12,30 |

| Candidats conseiller #1      | Vote | %     |
| ---------------------------- | ---- | ----- |
| Nathalie Traversy (Sortante) | 530  | 50,43 |
| Caroline Lauzière            | 521  | 49,57 |

| Candidats conseiller #2 | Vote | %     |
| ----------------------- | ---- | ----- |
| Josée Bussières         | 566  | 53,85 |
| Sylvie Shooner          | 485  | 46,15 |

| Candidats conseiller #3    | Vote            | %               |
| -------------------------- | --------------- | --------------- |
| Steeve Desmarais (Sortant) | Sans opposition | Sans opposition |

| Candidats conseiller #4 | Vote | %     |
| ----------------------- | ---- | ----- |
| Jean Précourt           | 542  | 51,87 |
| Denise Descôteaux       | 503  | 48,13 |

| Candidats conseiller #5   | Vote | %     |
| ------------------------- | ---- | ----- |
| Marie-Pier Guévin-Michaud | 683  | 64,80 |
| Serge Rostang             | 371  | 35,20 |

| Candidats conseiller #6 | Vote | %     |
| ----------------------- | ---- | ----- |
| Jonathan Gamelin        | 580  | 55,40 |
| Martin Langevin         | 467  | 44,60 |

- Inhabilité à occuper ses fonctions pour Steeve Desmarais, conseiller #3, le 28 avril 2022 en raison d'un verdict de culpabilité pour conduite avec les facultés affaiblies[2].

- Élection de Michel Bélisle au poste de conseiller #3 le 2 avril 2023[3],[4].

| Candidats conseiller #3 | Vote | %   |
| ----------------------- | ---- | --- |
| Michel Bélisle          | n/d  | n/d |
| Marie-Andrée Richard    | n/d  | n/d |

## Saint-Célestin (municipalité)
|             | Élection (2017)                                                                                      | Dissolution (2021)                                                                                   | Élection (2021)                                                                                      |
| Maire       | Michaël Bergeron                                                                                     | Michaël Bergeron                                                                                     | Marco Boucher                                                                                        |
| Conseillers | Jacques Morin Jocelyn Proulx Daniel Vouligny Mathieu Filion Beauchamp Marco Boucher Jean-Paul Chabot | Jacques Morin Jocelyn Proulx Daniel Vouligny Mathieu Filion Beauchamp Marco Boucher Jean-Paul Chabot | Sandra St-Amour Jocelyn Proulx Mireille Lemay Mathieu Filion Beauchamp Tommy Richard François Chabot |

| Candidats pour la mairie                 | Vote            | %               |
| ---------------------------------------- | --------------- | --------------- |
| Marco Boucher (Sortant d'un autre poste) | Sans opposition | Sans opposition |

| Candidats conseiller #1 | Vote            | %               |
| ----------------------- | --------------- | --------------- |
| Sandra St-Amour         | Sans opposition | Sans opposition |

| Candidats conseiller #2  | Vote            | %               |
| ------------------------ | --------------- | --------------- |
| Jocelyn Proulx (Sortant) | Sans opposition | Sans opposition |

| Candidats conseiller #3 | Vote            | %               |
| ----------------------- | --------------- | --------------- |
| Mireille Lemay          | Sans opposition | Sans opposition |

| Candidats conseiller #4            | Vote            | %               |
| ---------------------------------- | --------------- | --------------- |
| Mathieu Filion Beauchamp (Sortant) | Sans opposition | Sans opposition |

| Candidats conseiller #5 | Vote            | %               |
| ----------------------- | --------------- | --------------- |
| Tommy Richard           | Sans opposition | Sans opposition |

| Candidats conseiller #6 | Vote            | %               |
| ----------------------- | --------------- | --------------- |
| François Chabot         | Sans opposition | Sans opposition |

- Démission de Marco Boucher, maire, avant la séance du 6 novembre 2023[5]. Mathieu Beauchamp Filion, conseiller #4, exerce la fonction de maire suppléant pendant l'intérim[5].

- Démission de Sandra St-Amour, conseillère #1, le 9 novembre 2023 pour se présenter à l'élection partielle pour la mairie[6].

- Élection de Sandra St-Amour au poste de mairesse le 10 décembre 2023[7].

| Candidats pour la mairie                    | Vote      | %     |
| ------------------------------------------- | --------- | ----- |
| Sandra St-Amour (sortante d'un autre poste) | 140       | 53,23 |
| Keven Lebreux                               | 123       | 46,77 |
| Bulletins rejetés                           | 0         |       |
| Taux de participation                       | 263 / 480 | 54,79 |

- Élection partielle pour le poste de conseiller #1 le 3 mars 2024.

## Saint-Célestin (village)
|             | Élection (2017)                                                                            | Dissolution (2021)                                                                         | Élection (2021)                                                                            |
| Maire       | Raymond Noël                                                                               | Raymond Noël                                                                               | Raymond Noël                                                                               |
| Conseillers | Sylvain Lamothe Yvon Parenteau Denis Croteau Marc Arseneault Louise McMahon Olivier Lemire | Sylvain Lamothe Yvon Parenteau Denis Croteau Marc Arseneault Louise McMahon Olivier Lemire | Sylvain Lamothe Yvon Parenteau Denis Croteau Marc Arseneault Louise McMahon Olivier Lemire |

| Candidats pour la mairie | Vote            | %               |
| ------------------------ | --------------- | --------------- |
| Raymond Noël (Sortant)   | Sans opposition | Sans opposition |

| Candidats conseiller #1   | Vote            | %               |
| ------------------------- | --------------- | --------------- |
| Sylvain Lamothe (Sortant) | Sans opposition | Sans opposition |

| Candidats conseiller #2  | Vote            | %               |
| ------------------------ | --------------- | --------------- |
| Yvon Parenteau (Sortant) | Sans opposition | Sans opposition |

| Candidats conseiller #3 | Vote            | %               |
| ----------------------- | --------------- | --------------- |
| Denis Croteau (Sortant) | Sans opposition | Sans opposition |

| Candidats conseiller #4   | Vote            | %               |
| ------------------------- | --------------- | --------------- |
| Marc Arseneault (Sortant) | Sans opposition | Sans opposition |

| Candidats conseiller #5   | Vote            | %               |
| ------------------------- | --------------- | --------------- |
| Louise McMahon (Sortante) | Sans opposition | Sans opposition |

| Candidats conseiller #6  | Vote            | %               |
| ------------------------ | --------------- | --------------- |
| Olivier Lemire (Sortant) | Sans opposition | Sans opposition |

## Saint-Elphège
|             | Élection (2017)                                                                                          | Dissolution (2021)                                                                                       | Élection (2021)                                                                                            |
| Maire       | Mario Lefebvre                                                                                           | Mario Lefebvre                                                                                           | Mario Lefebvre                                                                                             |
| Conseillers | Benoit Paquette Jean-François Veilleux Victor Laforce Stéphane Vincelette Gaetan Lefebre Stefano Gianoli | Benoit Paquette Jean-François Veilleux Victor Laforce Stéphane Vincelette Gaetan Lefebre Stefano Gianoli | Benoit Paquette Jean-François Veilleux Myriam Normandin Stéphane Vincelette Gaetan Lefebre Stefano Gianoli |

| Candidats pour la mairie | Vote            | %               |
| ------------------------ | --------------- | --------------- |
| Mario Lefebvre (Sortant) | Sans opposition | Sans opposition |

| Candidats conseiller #1   | Vote            | %               |
| ------------------------- | --------------- | --------------- |
| Benoit Paquette (Sortant) | Sans opposition | Sans opposition |

| Candidats conseiller #2          | Vote            | %               |
| -------------------------------- | --------------- | --------------- |
| Jean-François Veilleux (Sortant) | Sans opposition | Sans opposition |

| Candidats conseiller #3 | Vote            | %               |
| ----------------------- | --------------- | --------------- |
| Myriam Normandin        | Sans opposition | Sans opposition |

| Candidats conseiller #4       | Vote            | %               |
| ----------------------------- | --------------- | --------------- |
| Stéphane Vincelette (Sortant) | Sans opposition | Sans opposition |

| Candidats conseiller #5  | Vote            | %               |
| ------------------------ | --------------- | --------------- |
| Gaétan Lefebre (Sortant) | Sans opposition | Sans opposition |

| Candidats conseiller #6   | Vote            | %               |
| ------------------------- | --------------- | --------------- |
| Stefano Gianoli (Sortant) | Sans opposition | Sans opposition |

## Saint-François-du-Lac
|             | Élection (2017)                                                                     | Dissolution (2021)                                                                  | Élection (2021)                                                                     |
| Maire       | Pascal Théroux                                                                      | Pascal Théroux                                                                      | Pascal Théroux                                                                      |
| Conseillers | Nathalie Gamelin Jean Duhaime Yves Plante Daniel Labbé Réjean Gamelin Anny Boisjoli | Nathalie Gamelin Jean Duhaime Yves Plante Daniel Labbé Réjean Gamelin Anny Boisjoli | Nathalie Gamelin Jean Duhaime Yves Plante Daniel Labbé Réjean Gamelin Anny Boisjoli |

| Partis | Partis                   | Candidats pour la mairie | Vote            | %               |
| ------ | ------------------------ | ------------------------ | --------------- | --------------- |
|        | Équipe de Pascal Théroux | Pascal Théroux (Sortant) | Sans opposition | Sans opposition |

| Partis | Partis                   | Candidats conseiller #1    | Vote            | %               |
| ------ | ------------------------ | -------------------------- | --------------- | --------------- |
|        | Équipe de Pascal Théroux | Nathalie Gamelin (Sortant) | Sans opposition | Sans opposition |

| Partis | Partis                   | Candidats conseiller #2 | Vote            | %               |
| ------ | ------------------------ | ----------------------- | --------------- | --------------- |
|        | Équipe de Pascal Théroux | Jean Duhaime (Sortant)  | Sans opposition | Sans opposition |

| Partis | Partis                   | Candidats conseiller #3 | Vote            | %               |
| ------ | ------------------------ | ----------------------- | --------------- | --------------- |
|        | Équipe de Pascal Théroux | Yves Plante (Sortant)   | Sans opposition | Sans opposition |

| Partis | Partis                   | Candidats conseiller #4 | Vote            | %               |
| ------ | ------------------------ | ----------------------- | --------------- | --------------- |
|        | Équipe de Pascal Théroux | Daniel Labbé (Sortant)  | Sans opposition | Sans opposition |

| Partis | Partis                   | Candidats conseiller #5  | Vote            | %               |
| ------ | ------------------------ | ------------------------ | --------------- | --------------- |
|        | Équipe de Pascal Théroux | Réjean Gamelin (Sortant) | Sans opposition | Sans opposition |

| Partis | Partis                   | Candidats conseiller #6  | Vote            | %               |
| ------ | ------------------------ | ------------------------ | --------------- | --------------- |
|        | Équipe de Pascal Théroux | Anny Boisjoli (Sortante) | Sans opposition | Sans opposition |

## Saint-Léonard-d'Aston
|             | Élection (2017)                                                                      | Dissolution (2021)                                                                   | Élection (2021)                                                                     |
| Maire       | Jean-Guy Doucet                                                                      | Laurent Marcotte                                                                     | Laurent Marcotte                                                                    |
| Conseillers | Jean Allard Sylvie René René Doucet Réjean Labarre Jean-Claude Guévin Mario Laplante | Jean Allard Sylvie René René Doucet Réjean Labarre Jean-Claude Guévin Mario Laplante | Jean Allard Sylvie René René Doucet Réjean Labarre François Rousseau Denis Carignan |

| Candidats pour la mairie   | Vote            | %               |
| -------------------------- | --------------- | --------------- |
| Laurent Marcotte (Sortant) | Sans opposition | Sans opposition |

| Candidats district #1 | Vote            | %               |
| --------------------- | --------------- | --------------- |
| Jean Allard (Sortant) | Sans opposition | Sans opposition |

| Candidats district #2  | Vote            | %               |
| ---------------------- | --------------- | --------------- |
| Sylvie René (Sortante) | Sans opposition | Sans opposition |

| Candidats district #3 | Vote            | %               |
| --------------------- | --------------- | --------------- |
| René Doucet (Sortant) | Sans opposition | Sans opposition |

| Candidats district #4    | Vote            | %               |
| ------------------------ | --------------- | --------------- |
| Réjean Labarre (Sortant) | Sans opposition | Sans opposition |

| Candidats district #5 | Vote            | %               |
| --------------------- | --------------- | --------------- |
| François Rousseau     | Sans opposition | Sans opposition |

| Candidats district #6 | Vote            | %               |
| --------------------- | --------------- | --------------- |
| Denis Carignan        | Sans opposition | Sans opposition |

## Saint-Wenceslas
|             | Élection (2017)                                                                                   | Dissolution (2021)                                                                             | Élection (2021)                                                                                   |
| Maire       | Réal Deschênes                                                                                    | Réal Deschênes                                                                                 | Réal Deschênes                                                                                    |
| Conseillers | Léo Leblanc Nicole Lafrance Dubord Robert Michaud Patricia Lebel Léo Boucher Marie-Josée Tourigny | Léo Leblanc Nicole Lafrance Dubord Yves Lemire Patricia Lebel Léo Boucher Marie-Josée Tourigny | Martine Bechtold Bianka Langlais Sophie Martinbeault Patricia Lebel Jimmy Frank Dion Renaud Hould |

| Candidats pour la mairie | Vote            | %               |
| ------------------------ | --------------- | --------------- |
| Réal Deschênes (Sortant) | Sans opposition | Sans opposition |

| Candidats conseiller #1 | Vote            | %               |
| ----------------------- | --------------- | --------------- |
| Martine Bechtold        | Sans opposition | Sans opposition |

| Candidats conseiller #2 | Vote            | %               |
| ----------------------- | --------------- | --------------- |
| Bianka Langlais         | Sans opposition | Sans opposition |

| Candidats conseiller #3 | Vote            | %               |
| ----------------------- | --------------- | --------------- |
| Sophie Martinbeault     | Sans opposition | Sans opposition |

| Candidats conseiller #4   | Vote            | %               |
| ------------------------- | --------------- | --------------- |
| Patricia Lebel (Sortante) | Sans opposition | Sans opposition |

| Candidats conseiller #5 | Vote            | %               |
| ----------------------- | --------------- | --------------- |
| Jimmy Frank Dion        | Sans opposition | Sans opposition |

| Candidats conseiller #6 | Vote            | %               |
| ----------------------- | --------------- | --------------- |
| Renaud Hould            | Sans opposition | Sans opposition |

## Saint-Zéphirin-de-Courval
|             | Élection (2017)                                                                     | Dissolution (2021)                                                                       | Élection (2021)                                                                         |
| Maire       | Mathieu Lemire                                                                      | Mathieu Lemire                                                                           | Mathieu Lemire                                                                          |
| Conseillers | Yvan Fréchette Sylvie Jutras Dany Caron Dany Drolet Chantal St-Cyr François Leclerc | Yvan Fréchette Sylvie Jutras Mario Fréchette Dany Drolet Chantal St-Cyr François Leclerc | Yvan Fréchette Sylvie Jutras Rachel Fahlman Dany Drolet Chantal St-Cyr François Leclerc |

| Candidats pour la mairie | Vote            | %               |
| ------------------------ | --------------- | --------------- |
| Mathieu Lemire (Sortant) | Sans opposition | Sans opposition |

| Candidats conseiller #1  | Vote            | %               |
| ------------------------ | --------------- | --------------- |
| Yvan Fréchette (Sortant) | Sans opposition | Sans opposition |

| Candidats conseiller #2  | Vote            | %               |
| ------------------------ | --------------- | --------------- |
| Sylvie Jutras (Sortante) | Sans opposition | Sans opposition |

| Candidats conseiller #3   | Vote | %     |
| ------------------------- | ---- | ----- |
| Rachel Fahlman            | 226  | 82,48 |
| Mario Fréchette (Sortant) | 48   | 17,52 |

| Candidats conseiller #4 | Vote            | %               |
| ----------------------- | --------------- | --------------- |
| Dany Drolet (Sortant)   | Sans opposition | Sans opposition |

| Candidats conseiller #5   | Vote            | %               |
| ------------------------- | --------------- | --------------- |
| Chantal St-Cyr (Sortante) | Sans opposition | Sans opposition |

| Candidats conseiller #6    | Vote            | %               |
| -------------------------- | --------------- | --------------- |
| François Leclerc (Sortant) | Sans opposition | Sans opposition |

## Sainte-Eulalie
|             | Élection (2017)                                                                             | Dissolution (2021)                                                                          | Élection (2021)                                                                                 |
| Maire       | Gilles Bédard                                                                               | Gilles Bédard                                                                               | Gilles Jr. Bédard                                                                               |
| Conseillers | Patrick Giroux Guillaume Bergeron Alexandra Han Alexandre Robert Louis Paris Charles Collin | Patrick Giroux Guillaume Bergeron Alexandra Han Alexandre Robert Louis Paris Charles Collin | Patrick Giroux Guillaume Bergeron Alexandra Han Alexandre Robert Joanie Mailloux Charles Collin |

| Taux de participation :                | Taux de participation :                | Taux de participation :                | Taux de participation :                | Taux de participation :                | 58,5 % |
| Nombre de votes valides :              | Nombre de votes valides :              | Nombre de votes valides :              | Nombre de votes valides :              | Nombre de votes valides :              | 466    |
| Nombre de votes rejetées à la mairie : | Nombre de votes rejetées à la mairie : | Nombre de votes rejetées à la mairie : | Nombre de votes rejetées à la mairie : | Nombre de votes rejetées à la mairie : | 5      |
| Nombre d'électeurs inscrits :          | Nombre d'électeurs inscrits :          | Nombre d'électeurs inscrits :          | Nombre d'électeurs inscrits :          | Nombre d'électeurs inscrits :          | 805    |

| Candidats conseiller #2     | Vote | %     |
| --------------------------- | ---- | ----- |
| Gilles Jr. Bédard (Sortant) | 372  | 79,83 |
| Andrée Brûlé                | 94   | 20,17 |

| Candidats conseiller #1  | Vote | %     |
| ------------------------ | ---- | ----- |
| Patrick Giroux (Sortant) | 319  | 69,96 |
| Pierre Constant          | 137  | 30,04 |

| Candidats conseiller #2      | Vote            | %               |
| ---------------------------- | --------------- | --------------- |
| Guillaume Bergeron (Sortant) | Sans opposition | Sans opposition |

| Candidats conseiller #3 | Vote | %     |
| ----------------------- | ---- | ----- |
| Alexandre Han (Sortant) | 344  | 75,77 |

| Candidats conseiller #4    | Vote            | %               |
| -------------------------- | --------------- | --------------- |
| Alexandre Robert (Sortant) | Sans opposition | Sans opposition |

| Candidats conseiller #5 | Vote | %     |
| ----------------------- | ---- | ----- |
| Joanie Mailloux         | 358  | 79,03 |
| Richard Roy             | 95   | 20,97 |

| Candidats conseiller #6  | Vote | %     |
| ------------------------ | ---- | ----- |
| Charles Collin (Sortant) | 336  | 74,67 |
| Mélody Laframboise       | 114  | 25,33 |

## Sainte-Monique
|             | Élection (2017) | Dissolution (2021) | Élection (2021)                                                                                            |
| Maire       | Denise Gendron | Denise Gendron | Denise Gendron                                                                                             |
| Conseillers | Vernhar-Ladislas Gervais Beaulac Nathalie Chapdelaine Sylvie Laplante Michel Veilleux Claude Lemire Gilles Montembeault | Vernhar-Ladislas Gervais Beaulac Nathalie Chapdelaine Sylvie Laplante Michel Veilleux Claude Lemire Gilles Montembeault | Marthe Tetreault Nathalie Chapdelaine Marylène Gauthier Michel Veilleux Moïra Trudelle Gilles Montembeault |

| Partis | Partis                | Candidats pour la mairie | Vote            | %               |
| ------ | --------------------- | ------------------------ | --------------- | --------------- |
|        | Actions pour l'avenir | Denise Gendron (Sortant) | Sans opposition | Sans opposition |

| Partis | Partis       | Candidats conseiller #2 | Vote            | %               |
| ------ | ------------ | ----------------------- | --------------- | --------------- |
|        | Indépendante | Marthe Tetreault        | Sans opposition | Sans opposition |

| Partis | Partis                | Candidats conseiller #2         | Vote            | %               |
| ------ | --------------------- | ------------------------------- | --------------- | --------------- |
|        | Actions pour l'avenir | Nathalie Chapdelaine (Sortante) | Sans opposition | Sans opposition |

| Partis | Partis                | Candidats conseiller #3 | Vote            | %               |
| ------ | --------------------- | ----------------------- | --------------- | --------------- |
|        | Actions pour l'avenir | Marylène Gauthier       | Sans opposition | Sans opposition |

| Partis | Partis                | Candidats conseiller #4   | Vote            | %               |
| ------ | --------------------- | ------------------------- | --------------- | --------------- |
|        | Actions pour l'avenir | Michel Veilleux (Sortant) | Sans opposition | Sans opposition |

| Partis | Partis                | Candidats conseiller #5 | Vote            | %               |
| ------ | --------------------- | ----------------------- | --------------- | --------------- |
|        | Actions pour l'avenir | Moïra Trudelle          | Sans opposition | Sans opposition |

| Partis | Partis                | Candidats conseiller #6        | Vote            | %               |
| ------ | --------------------- | ------------------------------ | --------------- | --------------- |
|        | Actions pour l'avenir | Gilles Montembeault (Sortante) | Sans opposition | Sans opposition |

## Sainte-Perpétue
|             | Élection (2017)                                                                                  | Dissolution (2021)                                                                               | Élection (2021)                                                                                           |
| Maire       | Guy Dupuis                                                                                       | Guy Dupuis                                                                                       | Guy Dupuis                                                                                                |
| Conseillers | Richard Baril François Brodeur Lucie Lavictoire Marie-Pier Bourassa François Pinard Luc Laplante | Richard Baril François Brodeur Lucie Lavictoire Marie-Pier Bourassa François Pinard Luc Laplante | Richard Baril Jean-Luc Boisclair Nicolas Goulet Marie-Pier Bourassa Jean-François Jodoin Noémi Robitaille |

| Candidats pour la mairie | Vote            | %               |
| ------------------------ | --------------- | --------------- |
| Guy Dupuis (Sortant)     | Sans opposition | Sans opposition |

| Candidats conseiller #1 | Vote            | %               |
| ----------------------- | --------------- | --------------- |
| Richard Baril (Sortant) | Sans opposition | Sans opposition |

| Candidats conseiller #2 | Vote            | %               |
| ----------------------- | --------------- | --------------- |
| Jean-Luc Boisclair      | Sans opposition | Sans opposition |

| Candidats conseiller #3 | Vote            | %               |
| ----------------------- | --------------- | --------------- |
| Nicolas Goulet          | Sans opposition | Sans opposition |

| Candidats conseiller #4        | Vote            | %               |
| ------------------------------ | --------------- | --------------- |
| Marie-Pier Bourassa (Sortante) | Sans opposition | Sans opposition |

| Candidats conseiller #5 | Vote            | %               |
| ----------------------- | --------------- | --------------- |
| Jean-François Jodoin    | Sans opposition | Sans opposition |

| Candidats conseiller #6 | Vote            | %               |
| ----------------------- | --------------- | --------------- |
| Noémi Robitaille        | Sans opposition | Sans opposition |